# Alex Tagliani
Alexandre "Alex" Tagliani (ur. 18 października 1972 roku w Montrealu) – kanadyjski kierowca wyścigowy.
Karierę rozpoczął w 1987 roku. Po występach w kartingu oraz Formule 1600, w 1996 roku przeniósł się do Toyota Atlantic, bezpośredniego zaplecza serii CART, gdzie startował przez cztery lata.

## CART
W najwyższej klasie wyścigowej w Stanach Zjednoczonych zadebiutował w 2000 roku. W krótkim czasie zyskał sobie opinię szybkiego, ale popełniającego błędy kierowcy. Już w swoim pierwszym wyścigu (na torze owalnym w Miami), miał szansę na zwycięstwo, ale otrzymał karę za wyprzedzanie samochodu bezpieczeństwa podczas zjazdu do boksów. W trzecim starcie, w Rio de Janeiro, zmarnował kolejną szansę, wpadając w poślizg na zaledwie dziewięć okrążeń przed metą.
Na swoje pierwsze i jak się okazało jedyne zwycięstwo w CART, czekał do 2004 roku, gdy triumfował na torze drogowym Road America.
W 2001 roku, na torze EuroSpeedway Lausitz, brał udział w wypadku, w wyniku którego amputowano nogi Alessandro Zanardiemu. Nie ponosi żadnej winy za to zdarzenie.
W latach 2000–2002 startował w barwach Forsythe Racing, gdzie zastąpił tragicznie zmarłego Grega Moore'a (który przed śmiercią podpisał kontrakt z Penske Racing).
W 2003 roku przeszedł do Rocketsports Racing, natomiast w 2005 do Team Australia, będącego kontynuatorem Walker Racing. W ostatnim sezonie ChampCar, 2007, wrócił do Rocketsports, który po połączeniu z ekipą RuSport, nosił nazwę RSPORTS.
Łącznie w CART wystąpił w 133 wyścigach, odniósł jedno zwycięstwo, pięć razy startował z pole position.

## IndyCar Series

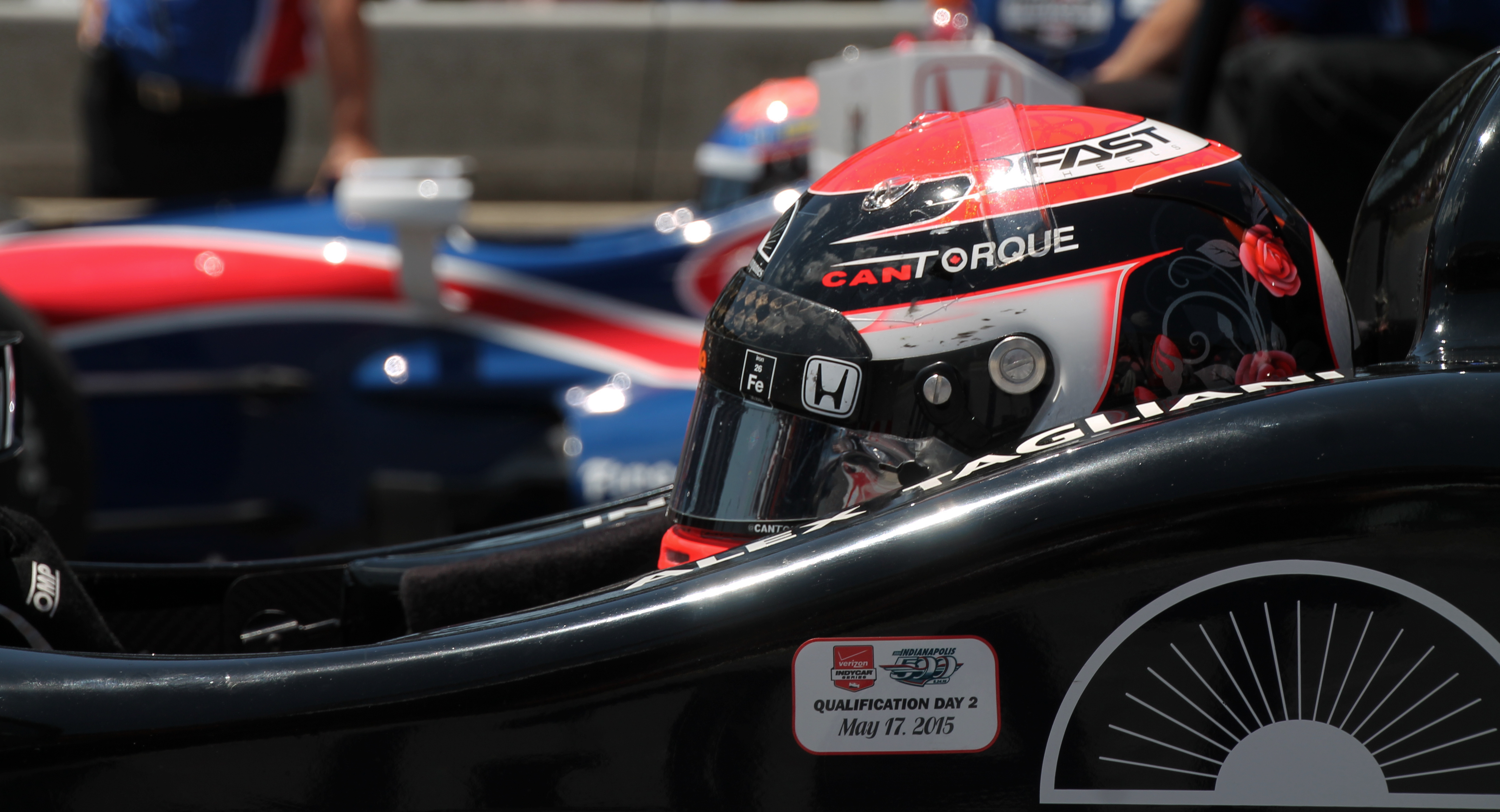
Tagliani, 2015

Po unifikacji CART oraz Indy Racing League w 2008 roku nie znalazł zatrudnienia i powrócił do Kanady, gdzie występował w lokalnej serii cyklu NASCAR, Canadian Tire Series.
Pod koniec sezonu 2008 dość niespodziewanie otrzymał ofertę od zespołu Érica Bachelarta, Conquest Racing, gdzie zastąpił Enrique Bernoldiego.
W 2009 roku kontynuował swoją karierę w IndyCar, startując w wybranych wyścigach (głównie na torach drogowych).
W maju tego roku po raz pierwszy wystąpił w Indianapolis 500, gdzie został najlepszym debiutantem (jedenaste miejsce). W wyścigu wziął udział, gdy zespół podjął decyzję o zastąpieniu Bruno Junqueiry z powodów marketingowych (Tagliani nie zakwalifikował się do rywalizacji z powodu błędu taktycznego Bachelarta, który zbyt długo zwlekał z wysłaniem kierowcy na tor podczas ostatniego dnia treningów).
Po wyścigu w Edmonton zdecydował się opuścić Conquest Racing; wkrótce potem ogłosił plany założenia własnego zespołu z zamiarem startów w sezonie 2010. W tym celu zakupił cztery nadwozia od byłego kierowcy IndyCar, Marty Rotha.
W 2010 wystartował w barwach zespołu FAZZT Race Team, którego był współwłaścicielem. Pierwszy pełny sezon w IndyCar zakończył na 13. miejscu w klasyfikacji. W 2011 zespół FAZZT został wykupiony przez Sam Schmidt Motorsports, a Tagliani kontynuował starty w jego barwach. Dwukrotnie wygrał w tym sezonie kwalifikacje, a klasyfikacji zajął 15. miejsce.
W 2012 startuje w barwach zespołu Bryan Herta Autosport.

## Starty w karierze
| Sezon | Seria                                   | Zespół                         | Starty | PP | Zwyc. | Punkty | Pozycja |
| ----- | --------------------------------------- | ------------------------------ | ------ | -- | ----- | ------ | ------- |
| 1996  | Atlantic Championship                   | P-1 Racing                     | 12     | 0  | 0     | 70     | 7.      |
| 1997  | Atlantic Championship                   | Forsythe Racing                | 11     | 2  | 2     | 123    | 3.      |
| 1998  | Atlantic Championship                   | Forsythe Racing                | 13     | 3  | 2     | 130    | 5.      |
| 1999  | Atlantic Championship                   | Forsythe Racing                | 12     | 3  | 2     | 118    | 4.      |
| 2000  | CART                                    | Forsythe Racing                | 20     | 1  | 0     | 53     | 16.     |
| 2001  | CART                                    | Forsythe Racing                | 20     | 2  | 0     | 80     | 11.     |
| 2002  | CART                                    | Forsythe Racing                | 19     | 0  | 0     | 111    | 8.      |
| 2003  | CART                                    | Rocketsports Racing            | 18     | 2  | 0     | 97     | 10.     |
| 2004  | Champ Car                               | Rocketsports Racing            | 14     | 0  | 1     | 218    | 7.      |
| 2005  | Champ Car                               | Walker Racing - Team Australia | 13     | 0  | 0     | 207    | 7.      |
| 2005  | V8 Supercar Championship Series         | WPS Racing                     | 2      | 0  | 0     | 144    | 53.     |
| 2006  | Champ Car                               | Walker Racing - Team Australia | 14     | 0  | 0     | 205    | 8.      |
| 2006  | Grand-Am Cup (GS)                       |                                | 3      | 0  | 0     | 45     | 59.     |
| 2007  | Champ Car                               | RSPORTS/Rocketsports Racing    | 14     | 0  | 0     | 205    | 10.     |
| 2007  | NASCAR Canadian Tire Series             | Jacombs Racing                 | 2      | 0  | 0     | 182    | 35.     |
| 2008  | IRL IndyCar Series                      | Walker Racing                  | 1      | 0  | 0     | 56     | 32.     |
| 2008  | IRL IndyCar Series                      | Conquest Racing                | 3      | 0  | 0     | 56     | 32.     |
| 2008  | NASCAR Canadian Tire Series             | Tide Racing                    | 9      | 0  | 1     | 1091   | 19.     |
| 2009  | IRL IndyCar Series                      | Conquest Racing                | 6      | 0  | 0     | 114    | 22.     |
| 2009  | NASCAR Nationwide Series                | MacDonald Motorsports          | 2      | 0  | 0     | 134    | 115.    |
| 2009  | NASCAR Canadian Tire Series             | Canadian Tire Motomaster       | 2      | 2  | 0     | 184    | 40.     |
| 2010  | IRL IndyCar Series                      | FAZZT Race Team                | 17     | 0  | 0     | 302    | 13.     |
| 2010  | V8 Supercar Championship Series         | Kelly Racing                   | 2      | 0  | 0     | 0      | -       |
| 2011  | IRL IndyCar Series                      | Sam Schmidt Motorsports        | 16     | 2  | 0     | 296    | 15.     |
| 2011  | International V8 Supercars Championship | Kelly Racing                   | 2      | 0  | 0     | 120    | 69.     |
| 2012  | IRL IndyCar Series                      | Bryan Herta Autosport          |        |    |       |        |         |

## Starty w Indianapolis 500
| Rok  | Nadwozie | Silnik | Start | Wynik | Uwagi                  |
| ---- | -------- | ------ | ----- | ----- | ---------------------- |
| 2009 | Dallara  | Honda  | 33    | 11    |                        |
| 2010 | Dallara  | Honda  | 5     | 10    |                        |
| 2011 | Dallara  | Honda  | 1     | 28    | Uszkodzenia po wypadku |
| 2012 | Dallara  | Honda  | 11    | 12    |                        |

## Życie prywatne
Od 2003 roku żonaty z Bronte Tagliani (de domo Kok, ur. 1982), australijską prezenterką telewizyjną i byłą modelką. Para poznała się przy okazji wyścigu CART, rozgrywanego w Surfers Paradise.
Jego rodzinnym miastem jest Lachenaie w prowincji Quebec. Mieszka również w Las Vegas. Mówi biegle po angielsku, francusku i włosku.